# Salsa picant

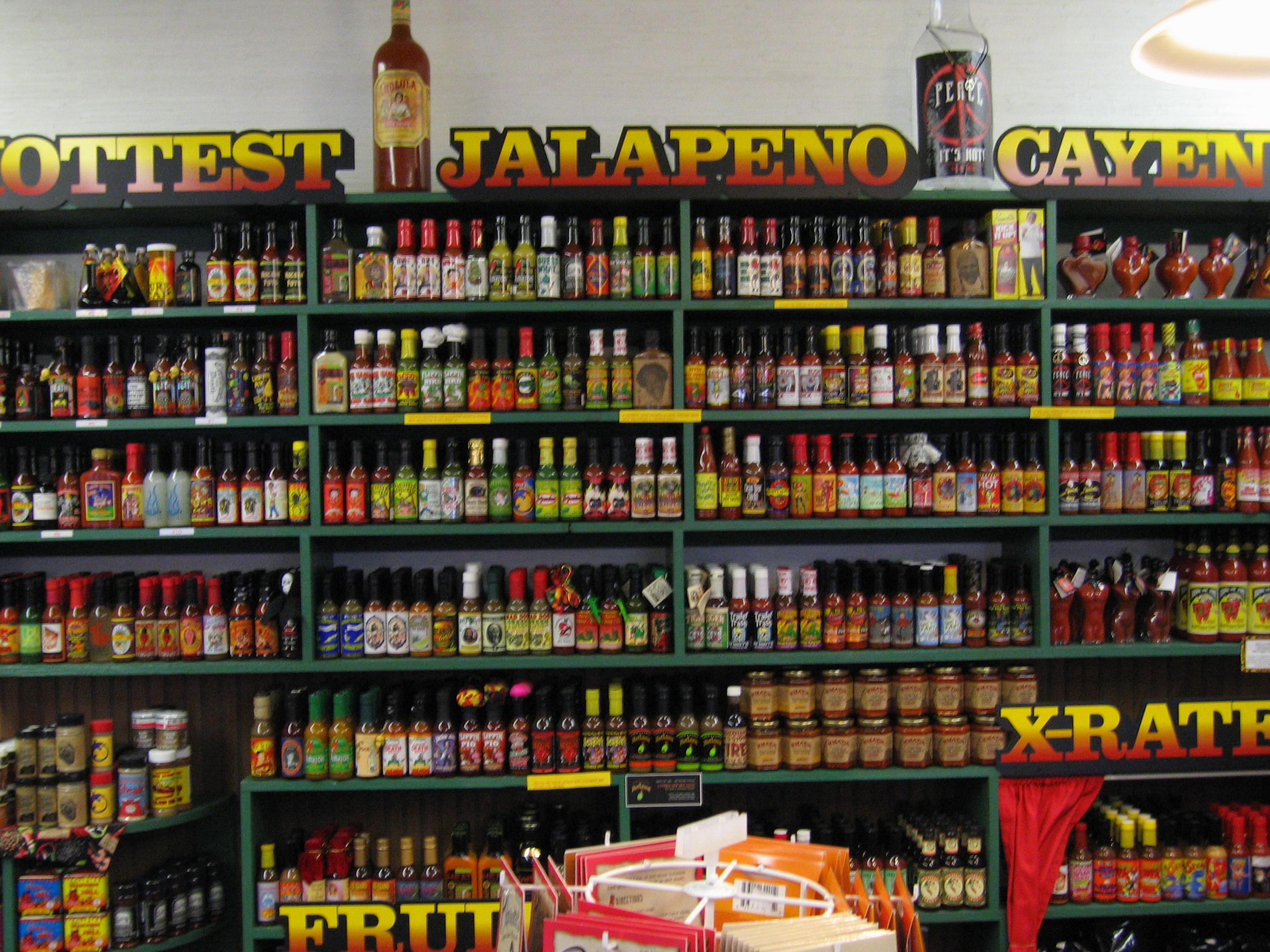
Existeixen centenars de tipus de salses picants.

Una salsa picant (en anglès: hot sauce) és una salsa rica en espècies emprada sovint com a condiment, i en alguns casos com a salsa per mullar. En alguns països de les Antilles a les salses picants les solen denominar «pebre». La sensació de picant de la salsa és causada per una substància coneguda com a capsaïcina (compost actiu dels pebrots picants), la piperina (que es troba en el pebre negre) i l'alicina (que aquesta present en l'all i la ceba crus); aquestes substàncies activen la sensació d'acidesa i calor al canal iònic sobre els nociceptors (els receptors del dolor).

## Tipus de salses picants

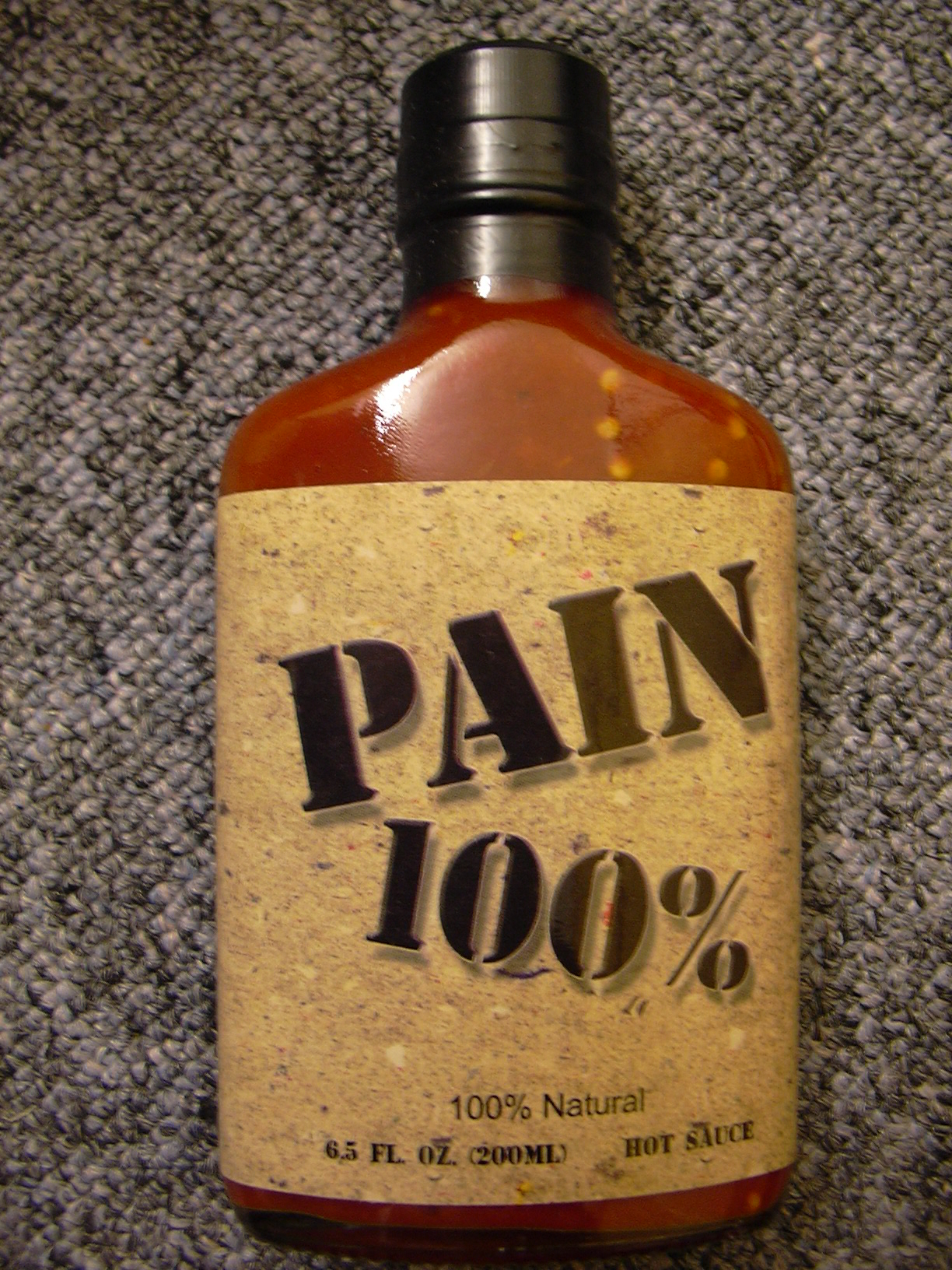
Salsa picant elaborada íntegrament amb habaneros.

- Estil de Louisiana: és el més popular als Estats Units. L'estil de Louisiana (Louisiana-style hot sauce) conté pebrot (són les més populars el Tabasco i Cayenne), vinagre i aigua. Ocasionalment una mica de sal i/o Xantano així com altres ingredients. La salsa Tabasco, el Texas Pete, i la Frank's Red Hot són exemples clars d'aquest estil de salsa picant a l'estil de Louisiana. Aquesta salsa és popular anés dels Estats Units. A New Orleans, les dues alternatives més comunes són a la salsa Tabasco són la Louisiana Hot Sauce i la Crystal Hot Sauce.
- Estil Mexicà: les salses a l'estil mexicà se centren principalment en el sabor que en el picant intens. Encara que algunes són realment picants, es realcen els sabors dels chiles emprats. El chile chipotle (chile jalapeño madurat en la planta i posteriorment fumat) és molt popular a Mèxic per a la preparació de salses picants, donant-los un sabor inconfusible. També es realitzen salses amb chiles frescos (serrà, d'arbre, habanero, de pomera etc.) o secs (ample, guajillo, pasilla, d'arbre, chiltepín, etc.). Alguns dels ingredients més habituals per a aquestes salses, a més del chile, són: jitomate, tomàquet verd, all, ceba, alvocat, coriandre, xoconostle, cacahuate, fruites fresques, etc. Mentre que el vinagre és un dels ingredients bàsics de les salses de l'estil Louisiana, a Mèxic únicament s'empra en algunes preparacions. L'estil mexicà de les salses es produeix fora de les fronteres de Mèxic; d'aquesta forma ens trobem amb la Kaitaia Fire a Nova Zelanda.
- Estil Asiàtic: les salses picants d'Àsia contenen generalment més ingredients que les elaborades a l'estil de Louisiana o Mexicà. Aquestes salses generalment són una mica més dolces i tenen aroma d'all o altres ingredients. No obstant això les salses procedents de la cuina xinesa (especialment de Sichuan i Hunan), la cuina tailandesa i cuina índia són les més picants de tots els tipus.

## Remeis
El responsable del picant és la Capsaicina: és un oli alcaloide i com a tal és soluble en mitjans àcids, grasses o alcohol.
Els efectes de la ingestió d'una salsa picant és una sensació virtual de 'massa calor' i que pot ser remeiat parcialment amb la ingesta d'aliments que continguin llet (productes làctics), que malgrat ser una substància alcalina per pròpia naturalesa conté una proteïna (caseïna) que s'uneix amb els enllaços de la capsaicina, neutralitzant-la, o una forta beguda alcohòlica (cervesa conté fonamentalment aigua) o per la ingesta d'un aliment greixós tal com mantega, pa de mantega o crema de llet. Algunes persones esmenten que es rebaixa amb tomàquet suc d'una llimona fresca o llima (tots ells són aliments àcids). Sucre granulat pot fer algun alleujament. Servir iogurt amb els menjars, tal com es fa en la cuina índia, també pot ajudar en cas de perill.
Contrari a les reaccions naturals inicials de la gent, beure aigua (o soda, cervesa, o gairebé totes les begudes que sovint es té a la mà) fan que la sensació de coïssor es posi pitjor, ja que la capsaicina és un oli i es dissol pitjor en aigua. Mentre que el principal efecte de coïssor queda alleujat amb l'aigua fresca, el mateix aigua distribueix la capsaicina per tota la boca i gola, causant major dolor.
En rentar-se les mans de la salsa picant que hagi caigut en elles, abans que es vagi a un ull, o per error caigui en la boca d'un nen, convé usar un mitjà àcid com per exemple el suc d'una llimona o llima (Fins i tot vinagre), d'aquesta forma d'assegurar la completa eliminació de la capsaicina de la pell. Això és important, perquè a més d'afectar la boca i els llavis, la capsaïcina és altament irritant a les membranes mucoses o a altres àrees sensibles tals com els ulls, el nas i la regió genital. El Sabó és alcalí, i el seu ús no garanteix aclarir tota la capsaïcina.